# Liste des maires de Saint-Nicéphore
Avant 1944, la municipalité portait le nom de Watkins Mill. Après 1944, la municipalité portait le nom de Saint-Nicéphore. Les réunions se tenaient dans la municipalité de Wheatland jusqu'en 1944.

## Les maires de la municipalité
Wheatland¹
- 1855-1858 : James O'Brien
- 1858-1862 : Edward Connely
- 1862-1864 : Thomas Thorney
- 1864-1867 : Patrick McCabe
- 1867-1868 : Edward J. Hemming
- 1868-1872 : Joseph Boisvert
- 1872-1873 : Edward J. Hemming
- 1873-1901 : William Mitchell
- 1901-1902 : Robert Skillen
- 1902-1911 : Pierre Boisvert
- 1911-1916 : John McCabe
- 1916-1917 : Olivier Blanchette
- 1917-1919 : Siméon Boisvert
- 1919-1923 : Olivier Blanchette
- 1923-1929 : Joseph Gauthier
- 1929-1933 : Georges Boileau
- 1933-1935 : Oswarld Martel
- 1935-1938 : Siméon Boisvert
- 1938-1944 : Isidore Gauthier

Saint-Nicéphore
- 1944-1950 : Jean Ovila Girard
- 1950-1956 : Roméo Vadnais
- 1956-1957 : Paul-Émile Lapointe
- 1957-1965 : Laurent Fafard
- 1965-1984 : Roger Traversy
- 1984-1989 : Jean Charpentier
- 1989-1993 : Réjean Blanchette
- 1993-2002 : Jean-Guy Forcier
- 2002-2004 : Denise Picotin

¹J.C. St -Amant, Notes Historique et Traditionnelles de L Avenir, Quebec.